# قائمة سفراء أستراليا لدى المغرب
سفير أستراليا لدى المغرب هو مسؤول بوزارة الشؤون الخارجية والتجارة الأسترالية ورئيس سفارة دولة كومنولث أستراليا لدى المملكة المغربية. يقيم السفير في العاصمة الرباط. السفير الحالي منذ أكتوبر 2020 هو مايكل كاتس. بين أعوام 1976 إلى 2017 شغل السفير الأسترالي في فرنسا والذي كان مقيما في باريس المنصبين في نفس الوقت.

## تاريخ التعيين
في 13 يوليو 1976، أعلن وزير الخارجية الأسترالي أندرو بيكوك، عن إصدار بيان مشترك بمناسبة إقامة العلاقات الدبلوماسية مع المغرب باعتباره "علامة على رغبة البلدين في توطيد وتعزيز التفاهم المتبادل وتحفيز العلاقات الثقافية. والروابط التجارية ". في 19 يناير 1977، قدم السفير الأسترالي لدى فرنسا حينها هارولد ديفيد أندرسون أوراق اعتماده كسفير غير مقيم ومعتمد لدى ملك المغرب.
في فبراير 2012، أجرت اللجنة الفرعية للشؤون الخارجية بالبرلمان الأسترالي والتابعة للجنة الدائمة المشتركة للشؤون الخارجية والدفاع والتجارة تحقيقًا في حالة الوظائف الخارجية لأستراليا. بعد ذلك قدم سفير المغرب لدى أستراليا، محمد ماء العينين مذكرة إلى لجنة التحقيق مطالبا بإنشاء سفارة أسترالية في المغرب، مشيرا إلى أن "سفارة أسترالية في الرباط، مثلها مثل جميع القوى العظمى الأخرى، ستعطي زخما تصاعديا للتعاون الثنائي وكذلك تسهيل مصالح أستراليا في البلدان المجاورة، وخاصة البلدان الناطقة بالفرنسية، في أفريقيا".
كما أشارت وزارة الشؤون الخارجية والتجارة للجنة إلى أن "وجود سفارة في المغرب سيزيد من قدرة أستراليا على التعامل مع لاعب مهم في شمال إفريقيا، بالإضافة لجامعة الدول العربية ومنظمة التعاون الإسلامي". في نوفمبر 2016، زارت وزيرة الخارجية جولي بيشوب المغرب لحضور مؤتمر الأمم المتحدة لتغير المناخ 2016 في مراكش، وأعلنت عن افتتاح سفارة أسترالية في الرباط في مؤتمر صحفي مشترك مع وزير الخارجية صلاح الدين مزوار.
في 12 مايو 2017، أعلنت وزيرة الخارجية جولي بيشوب عن إنشاء السفارة الأسترالية في الرباط وعن برينيس أوين جونز كسفيرة جديدة (تتولى المنصب في يونيو 2017)، مشيرة إلى أن هذا التعيين سيكون "إضافة مهمة للوجود الدبلوماسي الأسترالي. في إفريقيا وجزءًا من أكبر توسع لشبكتنا الدبلوماسية منذ 40 عامًا ". قامت السفارة الأسترالية الجديدة في الرباط بتحديث مكتب أسترالي قائم في العاصمة.

## السفراء
|    | صاحب المنصب          | الإقامة        | تاريخ بداية الفترة | تاريخ نهاية الفترة | المدة التي تم فضائها في المنصب | مراجع                             |
| -- | -------------------- | -------------- | ------------------ | ------------------ | ------------------------------ | --------------------------------- |
| 1  | هارولد ديفيد أندرسون | باريس، فرنسا   | 13 يوليو 1976      | 6 أكتوبر 1978      | 2 سنوات و85 أيام               | [ 9 ] [ 2 ]                       |
| 2  | جون رولاند           | باريس، فرنسا   | 6 أكتوبر 1978      | يوليو 1982         | 3–4 سنوات                      | [ 10 ] [ 11 ] [ 12 ]              |
| 3  | بيتر كيرتس           | باريس، فرنسا   | يوليو 1982         | أكتوبر 1987        | 4–5 سنوات                      | [ 13 ] [ 14 ] [ 15 ]              |
| 4  | تيد بوكوك            | باريس، فرنسا   | أكتوبر 1987        | سبتمبر 1991        | 3–4 سنوات                      | [ 16 ]                            |
| 5  | كيم جونز             | باريس، فرنسا   | سبتمبر 1991        | أغسطس 1993         | 1–2 سنوات                      | [ 17 ] [ 18 ]                     |
| 6  | آلان براون           | باريس، فرنسا   | أغسطس 1993         | أكتوبر 1996        | 2–3 سنوات                      | [ 19 ]                            |
| 7  | جون سبندر            | باريس، فرنسا   | أكتوبر 1996        | نوفمبر 2000        | 3–4 سنوات                      | [ 20 ]                            |
| 8  | بيل فيشر             | باريس، فرنسا   | نوفمبر 2000        | 7 مارس 2005        | 4–5 سنوات                      | [ 21 ] [ 22 ]                     |
| 9  | بيني وينسلي          | باريس، فرنسا   | 7 مارس 2005        | مارس 2008          | 2–3 سنوات                      | [ 23 ] [ 24 ]                     |
| 10 | ديفيد ريتشي          | باريس، فرنسا   | مارس 2008          | ديسمبر 2011        | 2–3 سنوات                      | [ 25 ] [ 26 ]                     |
| 11 | ريك ويلز             | باريس، فرنسا   | يناير 2012         | أكتوبر 2014        | 2–3 سنوات                      | [ 27 ] [ 28 ]                     |
| 12 | ستيفن برادي          | باريس، فرنسا   | أكتوبر 2014        | يونيو 2017         | 2 سنوات و243 أيام              | [ 29 ] [ 30 ]                     |
| 13 | برينيس أوين جونز     | الرباط، المغرب | يونيو 2017         | أكتوبر 2020        | 3 سنوات و122 أيام              | [ 8 ] [ 31 ] [ 32 ] [ 33 ] [ 34 ] |
| 14 | مايكل كاتس           | الرباط، المغرب | أكتوبر 2020        | إلى الآن           | 4 سنوات و187 أيام              | [ 35 ] [ 36 ]                     |

## روابط خارجية
- السفارة الاسترالية بالمغرب